# 硝酸亜鉛
硝酸亜鉛（しょうさんあえん、zinc nitrate）は化学式 Zn(NO3)2 で表される亜鉛の硝酸塩である。

## 性質
強力な酸化剤であり、可燃性物質や金属の硫化物、炭素、リン、硫黄、銅などの還元性物質と激しく反応する。炭酸ナトリウムとの反応により、炭酸亜鉛と硝酸ナトリウムが生成する。
{\displaystyle {\ce {Zn(NO3)2\ + Na2CO3 -> ZnCO3\ + 2NaNO3}}}
このほか、染色における媒染剤としても使用される。経口摂取により胃痙攣やチアノーゼなどの症状が現れる。